# Souris River
Souris River (Franska:  rivière Souris) eller Mouse River, är en biflod till Assiniboine River. Den har sina källor i Saskatchewan, med en del biflöden i North Dakota. Flodens totala längd är ca 700 km. Den går från Saskatchewan in i North Dakota och därefter åter in på den kanadensiska sidan i provinsen Manitoba, där den når Assiniboine River nära staden Brandon.